# Marabi
Marabi ist ein Musikstil in Südafrika. Er entstand in den 1920er Jahren und vereinigt afrikanische Musikstile und afroamerikanisch geprägten Jazz.

## Beschreibung
Die Musik ist eine Mischung aus Ragtime und Jazz mit traditionellen polyphonen Stilen. Die Musik zeichnet sich durch beschwingte Melodien und „schreitende“ Rhythmen aus und wurde mit wenigen Akkorden gespielt (meist Tonika-Subdominante-Dominante oder Tonika-IIb-Dominante), die in wechselnden Mustern wiederholt wurden, so dass lange, eingängige Stücke entstanden, zu denen man leicht tanzen konnte. Freie Improvisation war in der Musik eher selten.

### Namensherkunft
Die Herkunft des Wortes marabi ist unklar. Möglicherweise stammt es aus dem Sesotho, ho raba-raba, „herumfliegen“. Marabi ist aber auch der Plural des Sesotho-Wortes lerabi, „gesetzlose Person“, „Gangster“. Auch Personen, die an Marabi-Partys teilnahmen, wurden marabi genannt. Eventuell stammt das Wort vom Stadtteil Marabastad in Pretoria ab.

## Geschichte
Zu Beginn des 20. Jahrhunderts kam es in Südafrika zur Verstädterung und der Anlage von Townships für die schwarze Bevölkerung, insbesondere im Raum Johannesburg. Zur Umgehung des allgemeinen Alkoholverbots entstanden dort illegale Shebeens, in denen Musiker für Kundschaft sorgen sollten. Cape Coloureds waren die ersten, die in den Shebeens eine Vorläufermusik des Marabi spielten. Dabei wurde die Gitarre in einem tickey draai genannten Stil gespielt. Zu den regionalen Einflüssen des Marabi gehört neben der Musik unterschiedlicher Ethnien der Vastrap genannte Tanz der Boeremusiek, den bei Buren angestellte Schwarze in den Shebeens adaptierten. Marabi wurde anfangs meist auf Klavieren oder einfachen Orgeln gespielt. Gelegentlich fanden Marabi-Partys statt, die das ganze Wochenende andauerten. Die Tänze hatten sexuell aufreizenden Charakter. Wurden anfangs noch keine Schallplatten mit Marabi aufgenommen, änderte sich dies in den 1930er Jahren, als Bands wie The Jazz Maniacs und The Merry Blackbirds durch die ersten Rundfunksendungen für Schwarze populär wurden. Damit gab es erstmals schwarze Berufsmusiker in Südafrika. 
Mehrere südafrikanische Musikstile sind Weiterentwicklungen des Marabi: Der Cape Jazz entstand um die 1950er Jahre, unter anderem durch Dollar Brand und Basil Coetzee. Kwela wurde in den 1950er Jahren populär und zeichnet sich vor allem durch eine geänderte Instrumentierung aus. Mbaqanga enthält Elemente des Marabi, zählt aber nicht mehr zum Jazz, sondern zur Popmusik. Andere Marabi-Musiker spielten nach dem Höhepunkt der Marabi-Musik eher traditionelle Musik.

## Sonstiges
- Cannonball Adderley nannte einen Titel seines 1968 erschienenen Albums Accent on Africa nach dem Musikstil Marabi.[6]
- Modikwe Dikobe veröffentlichte 1973 den Roman The Marabi Dance, in dem er die Verhältnisse in den Townships in den 1930er und 1940er Jahren schildert.